# Aleksandra Jegdić
Aleksandra „Aleks“ Jegdić (serbisch-kyrillisch Александра Јегдић; * 9. Oktober 1994 in Belgrad) ist eine serbische Volleyballspielerin.

## Karriere
Aleksandra Jegdić begann im Alter von neun Jahren in der Schule mit Volleyball. In ihrer Heimat spielte sie zwischen 2011 und 2018 für die ersten Mannschaften von ŽOK Radnicki Belgrad, OK Kolubara Lazarevac, OK Železničar und ŽOK Spartak Subotica. Sie nahm mit ihren Mannschaften auch an Europapokalwettbewerben teil. Zur Saison 2018/19 wurde die Libera vom deutschen Bundesligisten SC Potsdam verpflichtet. Während ihrer Zeit in Potsdam entwickelte sie sich Nationalspielerin und gewann mit der serbischen Nationalmannschaft bei der Weltmeisterschaft 2022 den Titel. Nach zwei Vizemeistertiteln mit dem SC Potsdam wechselte Aleksandra Jegdić zur Saison 2023/24 innerhalb der Volleyball-Bundesliga zum Dresdner SC.

## Privates
Aleksandra Jegdić ist seit Sommer 2022 mit dem serbischen Volleyballtrainer Vladimir Kapriš verheiratet, welcher seit 2022 beim jeweiligen Verein seiner Frau als Co-Trainer arbeitete.